# 小平蘂川
小平蘂川（おびらしべがわ）は、北海道北西部の留萌振興局管内を流れ日本海に注ぐ二級河川である。流域はアンモナイトや恐竜の化石が発掘されることで知られている。

## 地理
北海道留萌振興局留萌郡小平町の天塩山地に源を発し、小平町内を西に貫流して日本海に注ぐ。流域面積のうち94%が山林となっており、下流部には小平町市街地が形成されている 。

## 名称の由来
アイヌ語のオ・ビラ・ウルベッ「川尻に崖 がついている川」に由来する。

## 流域の自治体
北海道
留萌振興局 - 留萌郡小平町

## 湖沼
- おびらしべ湖（小平ダム貯水池）
  - 湖上に架かる「滝見大橋」は湖上橋としては全道一の長さ[3]。

## 主な支流
- 奥記念別川
- ケチカウエンオビラシベ川
- アカノ沢
- 上記念別川
- 中記念別川
- 天狗沢川
- 石炭沢川
- 下記念別川
- 鷲ノ巣沢川
- オトイチ川
- オトイチセコロ川
- 沖内川
- 折真布川

## 主な橋梁
- 勝景橋 - 北海道道742号霧立小平線
- 宮下橋 - 北海道道742号霧立小平線
- 更生橋 - 北海道道742号霧立小平線
- 待明橋 - 北海道道742号霧立小平線
- 幸福橋 - 北海道道126号小平幌加内線
- 滝見大橋 - 北海道道126号小平幌加内線
- 天狗橋 - 北海道道126号小平幌加内線
- 岩見橋 - 北海道道126号小平幌加内線
- 達布橋 - 北海道道126号小平幌加内線
- 幸橋 - 北海道道126号小平幌加内線
- 中央橋
- 寧楽橋
- 共栄橋 - 北海道道1006号達布小平町線
- 平和橋 - 北海道道1006号達布小平町線
- 高砂橋 - 国道232号、国道239号